# モンテ・ヴィドーン・コンバッテ
モンテ・ヴィドーン・コンバッテ（伊: Monte Vidon Combatte）は、イタリア共和国マルケ州フェルモ県にある、人口約400人の基礎自治体（コムーネ）。

## 地理

### 位置・広がり
フェルモ県のコムーネ。県都フェルモから南南西へ14kmの距離にある。

#### 隣接コムーネ
隣接するコムーネは以下の通り。括弧内のAPはアスコリ・ピチェーノ県所属を示す。
- カラッサーイ (AP)
- モンテ・ジベルト
- モントットーネ
- オルテッツァーノ
- ペトリートリ

### 気候分類・地震分類
モンテ・ヴィドーン・コンバッテにおけるイタリアの気候分類 (it) および度日は、zona D, 2099 GGである。
また、イタリアの地震リスク階級 (it) では、zona 2 (sismicità media) に分類される。

## 歴史
2009年、アスコリ・ピチェーノ県北部が分割されてフェルモ県が設置された際に、フェルモ県所属となった。

## 行政

### 分離集落
モンテ・ヴィドーン・コンバッテには、以下の分離集落（フラツィオーネ）がある。
- Collina Nuova, Collina Vecchia, San Procolo